# Molannodes sani
Molannodes sani is een schietmot uit de familie Molannidae. De soort komt voor in het Oriëntaals gebied.